# Vaisua Liva
Vaisua Liva (20 de enero de 1993 en Nukulaelae) es un futbolista tuvaluano que juega como mediocampista en el FC Manu Laeva de la División-A de Tuvalu.

## Carrera
Debutó en 2007 jugando para el FC Manu Laeva, y luego de conseguir cuatro títulos locales, emigró a los Países Bajos a finales de 2012 junto con Alopua Petoa para ser parte del VV Brabantia, luego de entrenar y jugar amistosos durante seis meses con el equipo holandés, viajó nuevamente junto con Petoa a Nueva Zelanda para firmar con el Waitakere City FC. Después se devolvió otra vez a Tuvalu para jugar con el Manu Laeva. El y Petoa se convirtieron en los primeros futbolistas semi profesionales de Tuvalu.

### Clubes
| Club              | País          | Año             |
| ----------------- | ------------- | --------------- |
| FC Manu Laeva     | Tuvalu        | 2007 - 2012     |
| VV Brabantia      | Países Bajos  | 2012 - 2013     |
| Waitakere City FC | Nueva Zelanda | 2013 - Presente |

### Selección nacional
Representó a Tuvalu en seis ocasiones. Cinco de ellas fueron por los Juegos del Pacífico 2011.

## Palmarés
| Título             | Club          | País   | Año  |
| ------------------ | ------------- | ------ | ---- |
| Juegos de Tuvalu   | FC Manu Laeva | Tuvalu | 2008 |
| Juegos de Tuvalu   | FC Manu Laeva | Tuvalu | 2009 |
| Juegos de Tuvalu   | FC Manu Laeva | Tuvalu | 2011 |
| Copa Independencia | FC Manu Laeva | Tuvalu | 2011 |
| Copa Navidad       | FC Manu Laeva | Tuvalu | 2012 |